# Prowincja Loei
Loei (taj. เลย) – jedna z prowincji (changwat) Tajlandii. Sąsiaduje z  prowincjami Nong Khai, Udon Thani, Nongbua Lamphu, Khon Kaen, Phetchabun i Phitsanulok oraz z laotańskimi prowincjami Xaignabouli i Wientian.